# Campionato Africano (hockey su pista)
Il Campionato africano di hockey su pista è il massimo torneo di hockey su pista per squadre nazionali maschili africane. Nato nel 2019, è organizzato da World Skate Africa e si disputa ogni due anni. La manifestazione viene generalmente utilizzata anche come torneo di qualificazione al campionato del mondo di hockey su pista.
Nelle due edizioni disputate hanno partecipato tre selezioni nazionali. La formula della competizioni è stato il girone unico all'italiana con gare di sola andata.
A detenere il record di vittorie è l'Angola con due successi su due edizioni.

## Albo d'oro
| Anno      | Città ospitante | Finale    | Finale       | Finale    | 3º-4º posto/Semifinaliste | 3º-4º posto/Semifinaliste | 3º-4º posto/Semifinaliste | Squadre |
| Anno      | Città ospitante | Vincitore | Risultato    | Finalista | Terzo posto               | Risultato                 | Quarto posto              | Squadre |
| --------- | --------------- | --------- | ------------ | --------- | ------------------------- | ------------------------- | ------------------------- | ------- |
| 2019 (1ª) | Luanda          | Angola    | Girone unico | Mozambico | Egitto                    |                           |                           | 3       |
| 2023 (2ª) | Il Cairo        | Angola    | 7 - 1        | Egitto    | Sudafrica                 |                           |                           | 3       |

### Riepilogo vittorie
| Nazionale | Titoli | Anni       |
| --------- | ------ | ---------- |
| Angola    | 2      | 2019, 2023 |

## Medagliere
| Squadra   | Vincitore | Secondo posto | Terzo posto | Totale podi |
| --------- | --------- | ------------- | ----------- | ----------- |
| Angola    | 2         | 0             | 0           | 2           |
| Egitto    | 0         | 1             | 1           | 2           |
| Mozambico | 0         | 1             | 0           | 1           |
| Sudafrica | 0         | 0             | 1           | 1           |

## Partecipazioni e piazzamenti
| Nazione   | Pres. | 2019 | 2023 |
| --------- | ----- | ---- | ---- |
| Angola    | 2     | 1ª   | 1ª   |
| Egitto    | 2     | 3ª   | 2ª   |
| Mozambico | 1     | 2ª   |      |
| Sudafrica | 1     |      | 3ª   |

## Paesi ospitanti
| Numero edizioni | Paese  | Anno/i |
| --------------- | ------ | ------ |
| 1               | Angola | 2019   |
| 1               | Egitto | 2023   |